# Adam Bohorič
Adam Bohorič [ádam bóhorič], , slovenski protestant, slovničar in šolnik, * okoli leta 1524 v Rajhenburgu ( sedaj Brestanici ) – Presladol. † 20. november 1598, Nemčija ali okoli 1601/02, Ljubljana.

## Življenje
Po končanem študiju jezikoslovja in glasbe v Wittenbergu je v letih 1551–1563 vodil svojo šolo v Krškem. Leta 1565 jo je zaprl in na povabilo Primoža Trubarja in Sebastijana Krelja postal ravnatelj stanovske šole v Ljubljani (sedaj Klasična gimnazija v Ljubljani). Šolo je vodil do upokojitve leta 1582, v obdobju 1595–1598 pa je bil začasni ravnatelj. Šoli je napisal tudi šolski red in določil slovenščino za občevalni in poučevalni jezik na začetni stopnji. Ko so po ukazu nadvojvode Ferdinanda leta 1598 šolo zaprli, je bil Bohorič izgnan iz domovine in je istega leta umrl v Nemčiji.

## Delo
Leta 1584 je v Wittenbergu izdal prvo slovensko slovnico Zimske urice proste (Arcticae horulae succisivae), ki je bila napisana v latinščini (prevedel jo je Jože Toporišič leta 1987). 
V uvodu brani slovensko jezikovno samostojnost proti nemščini in opozarja na njeno povezavo s slovanskimi jeziki. Zatem sledi v latinščini razložena slovnica slovenskega jezika. Sestavljata jo dva večja dela, od katerih prvi obsega pravopis, besedoslovje in oblikoslovje, drugi pa skladnjo. Našteta so tudi načela črkopisa, ki se po njem imenuje bohoričica. Slovnica je bila napisana po zgledu latinske slovnice    Philippa Melanchtona, zato je izpustila nekatere značilnosti slovenščine, vendar je kljub temu ostala v veljavi dobrih dvesto let.
Adam Bohorič je okoli leta 1571 revidiral Juričičev prevod Spangenbergove postile, okoli leta 1580 je napisal dva šolska spisa, ki pa dandanes nista ohranjena. To sta Elementale Labacense in Nomenclatura trium linguarum. Prvi spis je latinsko-nemško-slovenski abecednik, Nomenclatura trium linguarum pa je trojezični slovar, ki je bil namenjen učenju latinskih besed ob slovenščini ali nemščini.  Napisal je tudi delo Otročja tabla okoli leta 1580 in Otročja pejsem, kedar se zjutra vstane ali zvečer spat gre leta 1584. Sodeloval je z Jurij Dalmatinom pri vseh njegovih knjigah in je avtor registra v Bibliji.